# Balade (série télévisée)
Pour les articles homonymes, voir Balade.
Balade (anciennement Balade à Toronto,,) est une série télévisée canadienne produite par Machine Gum Productions et diffusée sur les ondes d'Unis.

## Synopsis
Cette série offre un regard sur les musiciens et musiciennes de la francophonie canadienne. Des artistes de la francophonie canadienne présentent la région où ils habitent. Chaque épisode présente une rencontre et des prestations musicales d'un artiste ou une artiste. 

## Épisodes
Chaque épisode suit un artiste dans la région ou ville où ils habitent mêlant histoires, rencontres, souvenirs et prestations musicales. 

### Saison 1 (2018)
| Épisode | Artiste                        | Ville ou région                    |
| ------- | ------------------------------ | ---------------------------------- |
| #1      | Céleste Levis                  | Timmins, Ontario                   |
| #2      | Matiu                          | Sept-Îles, Québec                  |
| #3      | Simon Daniel                   | Moncton, Nouveau-Brunswick         |
| #4      | Le Paysagiste                  | Sudbury, Ontario                   |
| #5      | Dans l'Shed                    | Gaspésie, Québec                   |
| #6      | James Gaston                   | Edmonton, Alberta                  |
| #7      | Maggie Savoie                  | Restigouche, Nouveau-Brunswick     |
| #8      | Léona                          | Val Caron, Ontario                 |
| #9      | Billy Bean                     | Regina, Saskatchewan               |
| #10     | Les Hay Babies                 | Moncton, Nouveau-Brunswick         |
| #11     | Pierre Kwenders                | Montréal, Québec                   |
| #12     | Jérémie & The Delicious Hounds | Saint-Boniface, Manitoba           |
| #13     | Marie-Clo                      | Lefaivre, Ontario                  |
| #14     | P'tit Belliveau                | Baie Sainte-Marie, Nouvelle-Écosse |
| #15     | Fanny Bloom                    | Magog, Québec                      |

### Saison 2 (2019)
| Épisode | Artiste             | Ville ou région                        |
| ------- | ------------------- | -------------------------------------- |
| #1      | Jacques Surette     | Yarmouth, Nouvelle-Écosse              |
| #2      | Vishtèn             | Charlottetown, l'Île-du-Prince-Édouard |
| #3      | Cristian De La Luna | Edmonton, Alberta                      |
| #4      | Thomé Young         | Maisonnette, Nouveau-Brunswick         |
| #5      | Paul Cournoyer      | Edmonton, Alberta                      |
| #6      | Reney Ray           | Kapuskasing, Ontario                   |
| #7      | Justin Lacroix      | Winnipeg, Manitoba                     |
| #8      | Ariko               | Tiny, Ontario                          |
| #9      | Loïg Morin          | Vancouver, Colombie-Britannique        |
| #10     | Kimya               | Ottawa, Ontario                        |

## Distinctions
- Prix Gémeaux, 2018 : meilleure composante numérique pour une émission ou une série : variétés (Balade à Toronto).

- Trille Or, 2019 : émission musicale télé ou web (Balade à Toronto, saison 4[6])